# کسنیا والدری
کسنیا والدری (کرواتی: Xenia Valderi؛ زادهٔ ۲۱ ژانویهٔ ۱۹۲۶) یک هنرپیشه کرواسی‌الاصل اهل ایتالیا است.
از فیلم‌ها یا برنامه‌های تلویزیونی که وی در آن نقش داشته‌است می‌توان به صحرای سرخ اشاره کرد.